# Tanya Khovanova

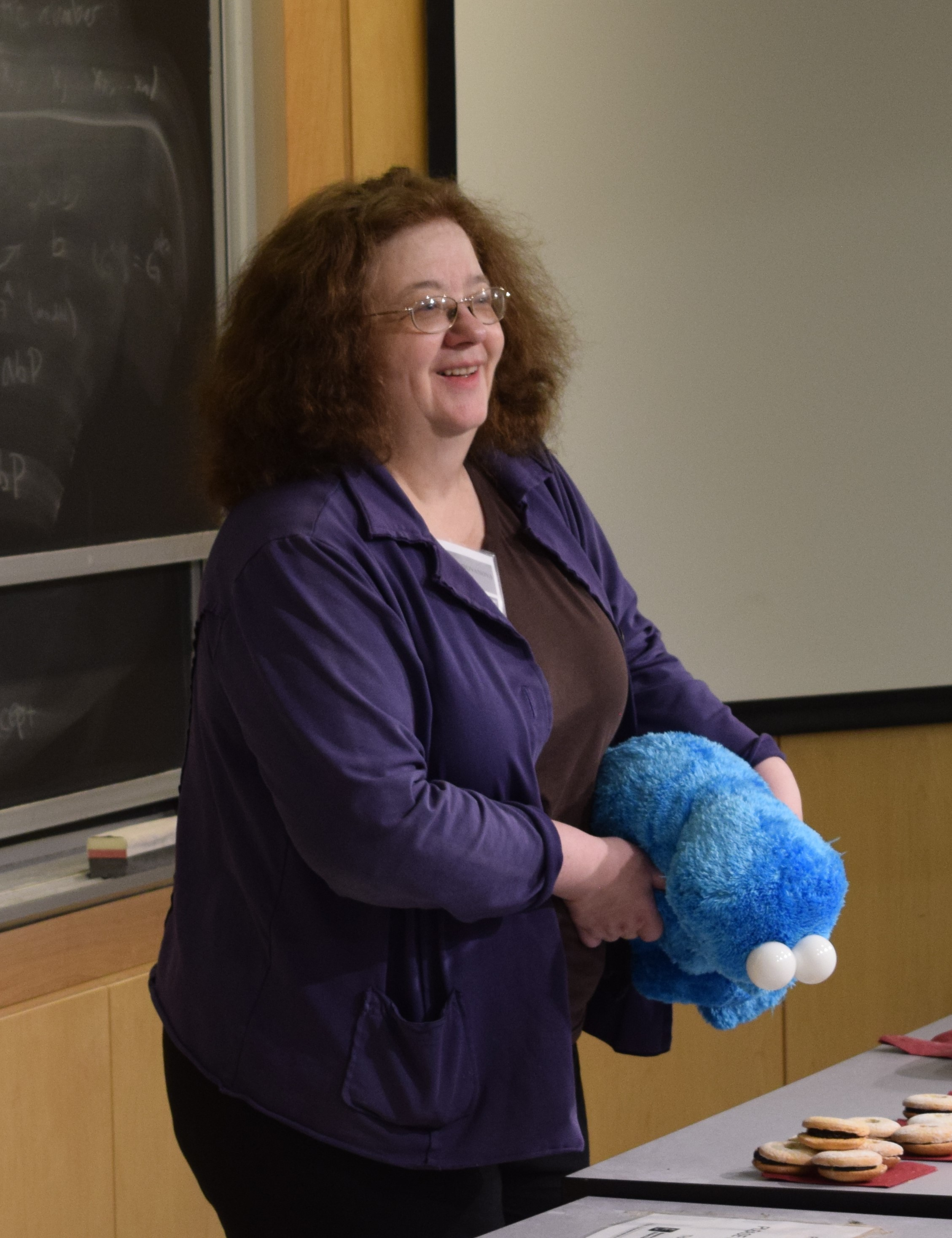
Tanya Khovanova

Tanya Khovanova, auch Tatyana Hovanova, russisch Татьяна Гелиевна Хованова, Transkription Tatjana Gelijewna Chowanowa (* 25. Januar 1959) ist eine russisch-US-amerikanische Mathematikerin.

## Leben
Khovanova interessierte sich bereits als Schülerin für Mathematik und nahm an Vorbereitungskursen für Mathematik-Olympiaden teil. Die in den 1970er Jahren einsetzende zunehmende Diskriminierung von Juden in der Sowjetunion führte unter anderem dazu, dass seitens der mathematischen Fakultät der Lomonossow-Universität Moskau Versuche unternommen wurden, die Immatrikulation jüdischer und anderer „unerwünschter“ Gymnasiasten zu erschweren. Deshalb wurden für mündliche Prüfungen sogenannte „jüdische“ oder „Killer-Aufgaben“ gestellt, worüber der Lehrer Waleri Senderow die Studienbewerber informierte.
Sie war Teilnehmerin an Internationalen Mathematik-Olympiaden und gewann dort 1975 eine Silber- und 1976 eine Goldmedaille.
Sie studierte Mathematik an der Lomonossow-Universität, beendete das Studium 1981 und wurde 1988 bei Israel Gelfand promoviert.
1990 verließ sie die Sowjetunion und hatte Postdoc-Anstellungen an der Universität Tel Aviv, am Massachusetts Institute of Technology (MIT), an der Bar-Ilan-Universität und der Princeton University. Von 1998 bis 2008 arbeitete sie in der Industrie, wo sie als Systemingenieurin und angewandte Mathematikerin tätig war.
Seit 2008 ist sie Dozentin und Beraterin von Studenten am Mathematics Department des Massachusetts Institute of Technology. Ihre Forschungsschwerpunkte lagen zunächst in den Bereichen Darstellungstheorie, integrierbare Systeme, Quantengruppen und Superstringtheorie. Aktuell beschäftigt sie sich mit Kombinatorik und populärer Mathematik.
Der russisch-US-amerikanische Mathematiker Mikhail Khovanov ist ihr Halbbruder.

## Schriften (Auswahl)
- T. G. Khovanova: Korteweg-de Vries superequation related to the Lie superalgebra of Neveu-Schwarz-2 string theory (russisch). In: Teoret. Matemat. Fisika. Band 72, Nr. 2, 1987, S. 306–312.
- Joseph Bernstein, Tanya Khovanova: On the quantum group SLq(2). In: Communications in Mathematical Physics. Band 177, April, 1996, S. 691 – 708, doi:10.1007/BF02099543.
- Tanya Khovanova: Martin Gardner’s Mistake. In: The College Mathematics Journal. Band 43, Nr. 1, 2012, S. 20–24, doi:10.4169/college.math.j.43.1.020.
- Richard K. Guy, Tanya Khovanova, Julian Salazar: Conway’s Subprime Fibonacci Sequences. In: Mathematics Magazine. Band 87, Nr. 5, 2014, S. 323–337, doi:10.4169/math.mag.87.5.323.
- Tanya Khovanova: On the Mathematics of the Fraternal Birth Order Effect and the Genetics of Homosexuality. In: Archives of Sexual Behavior. Band 49, 2020, S. 551–555, doi:10.1007/s10508-019-01573-1.